# Ramón Castroviejo
Ramón Castroviejo Briones (Logroño, España, 24 de agosto de 1904 - Madrid, 2 de enero de 1987) fue un  oftalmólogo español, célebre por sus avances en el trasplante de córnea, tanto por la técnica como por el instrumental empleado.

## Biografía
Hijo de Ramón Castroviejo Novajas, natural de Sorzano, quien fuera uno de los médicos más populares de Logroño, oculista del Hospital Provincial en los años 30.
Cursó sus estudios en el Colegio de los Hermanos Maristas, doctorándose en medicina en la Universidad de Madrid.
Después de 4 años trabajando en la capital de España se trasladó a Chicago con una beca, donde primero trabajó como profesor, para posteriormente abrir su propia clínica. Más tarde trabajó en la prestigiosa Clínica Mayo.
En 1936 se nacionaliza estadounidense. Para entonces ya trabajaba en la Universidad de Columbia, donde permaneció hasta 1952. Ese mismo año fue nombrado catedrático de la Universidad de Nueva York, donde permaneció hasta su jubilación, en 1975.

## Legado
Fue el precursor en España de los bancos de ojos e hizo campañas sobre la importancia de las donaciones de córnea con el objetivo de facilitar los trasplantes a enfermos afectados de problemas de visión. Sus contribuciones en este campo, el de los trasplantes, le dieron fama universal. 
En la actualidad, su legado permanece en el Instituto de Investigaciones Oftalmológicas Ramón Castroviejo, perteneciente a la Facultad de Medicina de la Universidad Complutense de Madrid, España. En él, trabajan reconocidos médicos oftalmólogos y biólogos quienes realizan investigaciones oftalmológicas principalmente acerca de la inflamación de la Glía en el Glaucoma. Además, cursan el Máster en Ciencias de la Visión y el Doctorado en Ciencias de la Visión, los que son reconocidos mundialmente.

## Deportista
Fue futbolista del Club Deportivo Logroño (antecesor del posterior Club Deportivo Logroñés) y marcó el primer gol en la historia del antiguo estadio de Las Gaunas con fecha 15 de junio de 1924.

## Distinciones
- Gran cruz de la Orden de Alfonso X El Sabio
- Gran cruz de la Orden de Isabel la Católica
- Gran cruz del Mérito Militar
- Gran cruz de Sanidad Civil
- Gran cruz de la Orden del Sol de Perú
- Gran Cruz de Núñez de Balboa
- Doctor honoris causa por las universidades de:
  - Universidad Autónoma de Madrid
  - Universidad de Salamanca
  - Universidad de Santo Domingo
  - Universidad Río Grande do Sul
  - Universidad San Marcos
  - Universidad del Este en Manila